# Regne de Sansanding
El regne de Sansanding fou un estat efímer creat pels francesos a la regió del Níger que mai va gaudir de plena independència. Es va formar el 1891 i va existir nominalment fins al 1918.
Archinard va decidir dividir el regne de Ségou, que considerava massa gran per un sol sobirà, en dos regnes. Les províncies de Sansanding, Sakala o Segala (al nord de Sansanding), Monimpé (a l'est), Sarro (al sud), Sokolo (més al nord fins al desert) i la part de Ségou a la riba esquerra del Níger (oest de Sansanding) va formar un regne anomenat de Sansanding perquè la seva capital fou a la ciutat d'aquest nom. Com a sobirà va posar a Mademba Sy (un tukulor torobe de Podor), en agraïment pels serveis a França des de feia temps en la seva condició de comandant indígena dels tiradors senegaleses, i cap dels telegrafistes; li va concedir com a guàrdia personal els antics talibes (estudiants) d'Ahmadu Tall, que en nombre de dos mil s'havien unit als francesos a la caiguda del seu rei i mestre. Mademba fou completament lleial als francesos però va governar com un dèspota amb diversos actes repressius de crueltat.
Mademba va anar a Nioro on fou investit amb el comandament de la seva tropa. Després d'això Mademba va agafar la ruta de l'est per Sountiana, Dampfa, Sabougou i Dioni. El 17 de febrer va creuar el Níger a Nyamina ja reunit amb una segona columna manada per Archinard. Mentre la revolta havia esclatat a la riba dreta del Níger i el governador de Ségou, capità Underberg, gairebé no podia dominar als rebels; va enviar una columna contra els rebels de Diena, que era un dels centres de la rebel·lió; d'aquesta columna formava part N'tow, de la casa reial dels tuculors però fidel a França; encara que va dominar alguns pobles la columna fou rebutjada a Daugoutiguila i es va haver de fer forta a Sido per esperar reforços. Archinard va saber la situació a Nyamina, i va marxar cap a Ségou junt amb la columna Mademba; el tinent Charbonnié va ser enviat amb municions a Diena però pel seu costat s'hi va acostar ràpidament passant per Soia, Dougassou, Sandola on va creuar el Bani i, el 28 de febrer, va aparèixer sota els murs de Sido on va trobar a la tropa francesa que hi resistia. L'endemà l'artilleria va iniciar l'acció i al cap de set hores de canonades sobre Daugoutiguila es van obrir dues bretxes a les cares est i nord i es va iniciar l'assalt. Mademba va atacar per l'est (ajudat per les companyies de Sansarric i Hugueny) o N'Tow per la cara nord (ajudat per les companyies de Morin i Marchand); les forces indígenes van vacil·lar i els regular van haver d'anar en el seu ajut; els tinents Sansarric i Baudot van penetrar per les bretxes de l'est i al nord el tinent Charbonnié i el tinent Mangin van penetrar igualment; a l'interior es va lliurar un combat complex, seguint casa per casa en les que una es posava dins de l'altra formant una mena de laberint; la compnayia de Merchand va quedar sense cap i el capità Klobb va agafar la direcció i ajudat per Darnige es va reunir amb Sansarric que va aconseguir ocupar el cor de la fortalesa; la secció de Mangin va resistir el contraatac enemic i va aconseguir arribar on era el gruix de la forces franceses al centre. Els rebels van fugir cap al sud però foren perseguits i aniquilats pels spahis de Laperrine. Els francesos van dominar Diena però a costa de serioses pèrdues: 16 europeus (9 oficials) foren ferits i entre les forces indígenes els ferits foren més de 100 (i 11 morts).
De tots els nuclis de Diena es va enviar la submissió. Archinard va recórrer la regió i després va retornar a Ségou. A la tornada van anar de Diena a Bla, Kamona (punt d'inici de la revolta), N'tabacoro i Kana on van creuar el Bani per un gué arribant a Nyamina el 8 de març. Arreu els caps locals manifestaven la seva fidelitat al faama Bodian de Ségou. Per la seva part Mademba Sy va anar directament a Sansanding amb els seus tuculors i es va instal·lar a la seva nova capital.
Encara que ara dividit en dos regnes, el Ségou va restar sota la supervisió d'un únic resident pels dos. Underberg fou substituït pel capità Briquelot amb el doctor Grall i el tinent Manet com adjunts. Sota les seves ordres estaven una companyia de tiradors, la flotilla i el personal indígena.
El 1903 amb l'administració civil, el regne va formar el cercle de Sokolo i l'autoritat del rei va quedar molt limitada, com un cap tradicional, però degut a la fidelitat de Mademba mai fou deposat. Mademba Sy va morir el 1919 quan ja feia uns mesos que no exercia.